# Mesochorus macrophyae
Mesochorus macrophyae är en stekelart som beskrevs av Schwenke 1999. Mesochorus macrophyae ingår i släktet Mesochorus och familjen brokparasitsteklar. Inga underarter finns listade i Catalogue of Life.